# Jadotville (film)
Pour l’article homonyme, voir Jadotville.
Pour plus de détails, voir Fiche technique et Distribution.
Jadotville (The Siege of Jadotville) est un film irlando-sud-africain réalisé par Richie Smyth, sorti en 2016. Il revient sur le siège de Jadotville survenu en 1961. Il est diffusé en exclusivité sur Netflix.

## Synopsis
En 1961, en pleine Guerre froide, l'Afrique, notamment le Congo, sont des lieux stratégiques pour les superpuissances et les compagnies minières à la recherche de cobalt et d'uranium. En pleine crise, le sud-est du pays est désormais sous le contrôle de Moïse Tshombe. L'ONU monte alors l'opération Morthor pour le faire tomber.
Durant cinq jours, environ 150 soldats irlandais inexpérimentés, œuvrant pour l'ONU, doivent contenir l'assaut des forces de l'État du Katanga dans la ville de Jadotville. Ces derniers, mercenaires français et belges à la solde des compagnies minières, sont plus de 3 000…

## Fiche technique
Sauf indication contraire, les informations mentionnées dans cette section peuvent être confirmées par la base de données cinématographiques IMDb,  présente dans la section « Liens externes ».
- Titre original : The Siege of Jadotville
- Titre français : Jadotville
- Réalisation : Richie Smyth
- Scénario : Kevin Brodbin, d'après The Siege at Jadotville: The Irish Army's Forgotten Battle de Declan Power
- Direction artistique : Anita Van Hemert
- Photographie : Nikolaus Summerer
- Montage : Alex Mackie
- Musique : Joseph Trapanese
- Production : Alan Moloney

Coproductrice : Ruth Coady
Producteurs délégués : Johanna Hogan et Justin Moore-Lewy
- Société de production : Parallel Films
- Société de distribution : Netflix
- Budget : n/a
- Pays de production :  Irlande,  Afrique du Sud
- Langues originales : anglais, irlandais, français
- Format : couleur
- Genre : guerre, historique, drame
- Durée : 108 minutes
- Dates de sortie[2] :  
  - Irlande : 10 juillet 2016 (festival Galway Film Fleadh)
  - Irlande : 19 septembre 2016
  - Monde : 7 octobre 2016 (Netflix)

## Distribution
- Jamie Dornan (VF : Axel Kiener) : commandant Patrick Quinlan
- Mark Strong (VF : Éric Herson-Macarel) : Pr. Conor Cruise O'Brien
- Mikael Persbrandt (VF : Hervé Bellon) : le secrétaire général des Nations unies Dag Hammarskjöld
- Danny Sapani (VF : Thierry Desroses) : Moïse Tshombe
- Jason O'Mara (VF : Pascal Germain) : sergent Jack Prendergast
- Michael McElhatton (VF : Edgar Givry) : McEntee
- Guillaume Canet (VF : lui-même) : Roger Faulques
- Emmanuelle Seigner (VF : elle-même) : Madame LaFontagne
- Gérard Rudolf  : Jean Schramme, dit "Black Jack"
- Richard Lukunku : Patrice Lumumba
- Luc Van Gunderbeeck : le Président Charles de Gaulle

Version française : Dubbing Brothers

## Production

### Genèse et développement
Le film s'inspire du livre The Siege at Jadotville: The Irish Army's Forgotten Battle (2005) de Declan Power, qui revient sur le siège de Jadotville.
Il s'agit du premier long métrage de l'Irlandais Richie Smyth. Il a été auparavant photographe de mode et a notamment réalisé certains clips de Bon Jovi, The Verve ou encore U2.

### Attribution des rôles
Les acteurs français Guillaume Canet et Emmanuelle Seigner apparaissent dans le film.
Les acteurs ont subi un entraînement militaire de plusieurs mois en Afrique du Sud et ont été soumis aux exercices auxquels les soldats de l’armée irlandaise se livraient à l’époque.

### Tournage
Le tournage a eu lieu en Afrique du Sud.